# Ryanair
RyanAir — найбільша в Європі бюджетна авіакомпанія із Ірландії, з головним офісом у Дубліні. Член Європейської Асоціації дешевих авіакомпаній (Дешеві авіалінії). Штаб-квартира розташована в Сордс, Ірландія, а основні операційні бази — в аеропортах Дубліна та Лондона Станстед. Вона є найбільшою частиною сімейства авіакомпаній RyanAir Holdings і має дочірні авіакомпанії RyanAir UK, Buzz, Lauda Europe і Malta Air. У 2016 році «RyanAir» стала найбільшою авіакомпанією світу за регулярними міжнародними пасажирами.
Код ICAO: RYR. Голова ради директорів — Девід Бондерман, генеральний директор — Майкл О'Лірі. Компанія котирується на біржах Euronext Dublin: RYA
 та NYSE: RYAA .

## Історія

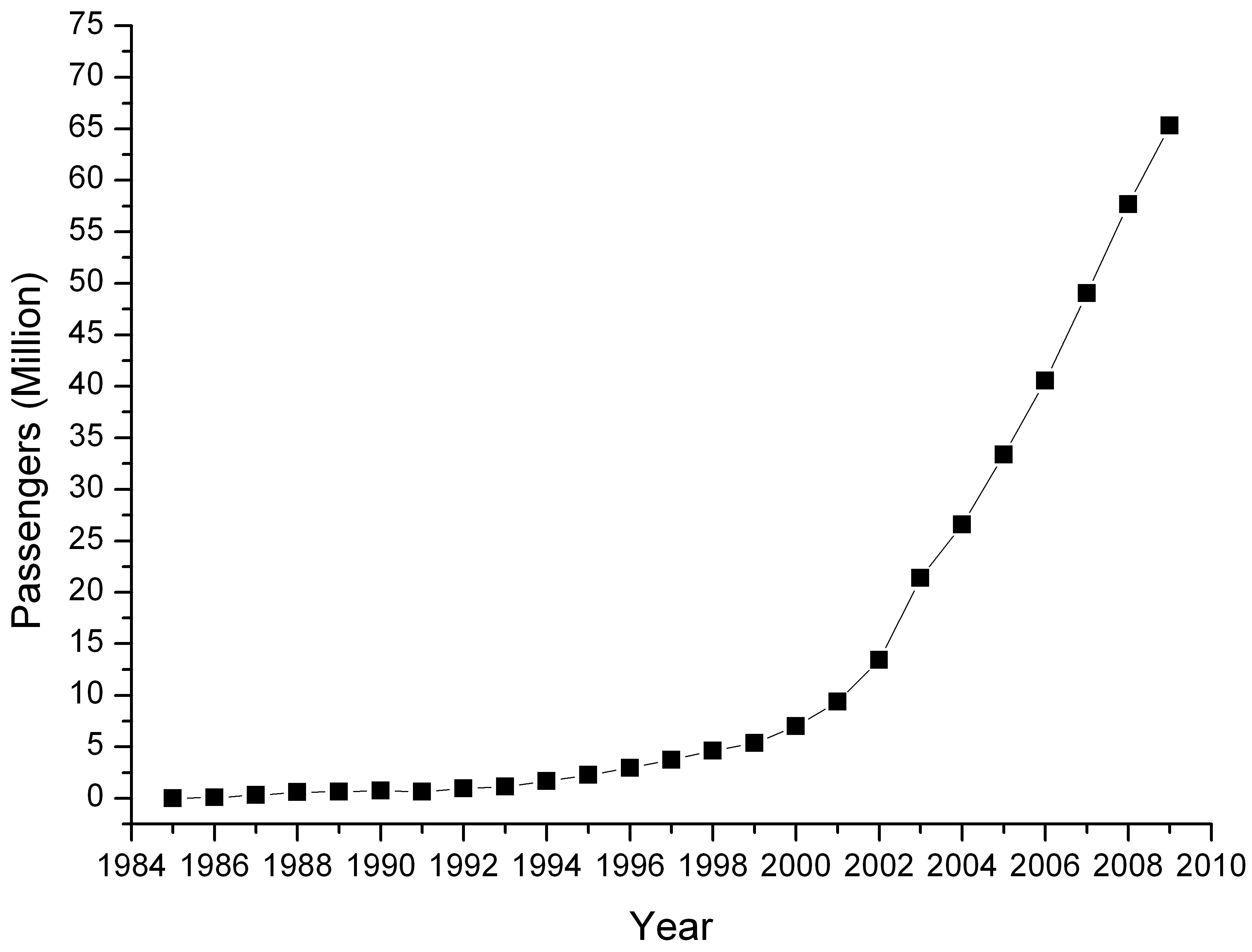
Експонента пасажиропотоку «Ryanair» (1985—2010)

Компанія була заснована у 1984 році ірландським мільйонером Тоні Раяном (1936—2007) як виключно регіональна, що виконувала щоденні рейси між Вотерфордом і Лондон-Гатвіком. У наступні роки компанія безуспішно спробувала втрутитися на лінію Лондон — Дублін, яка вже була зайнята іншою ірландською компанією Aer Lingus та європейським гігантом «British Airways», а авіакомпанія «Ryanair» залишалася збитковою.

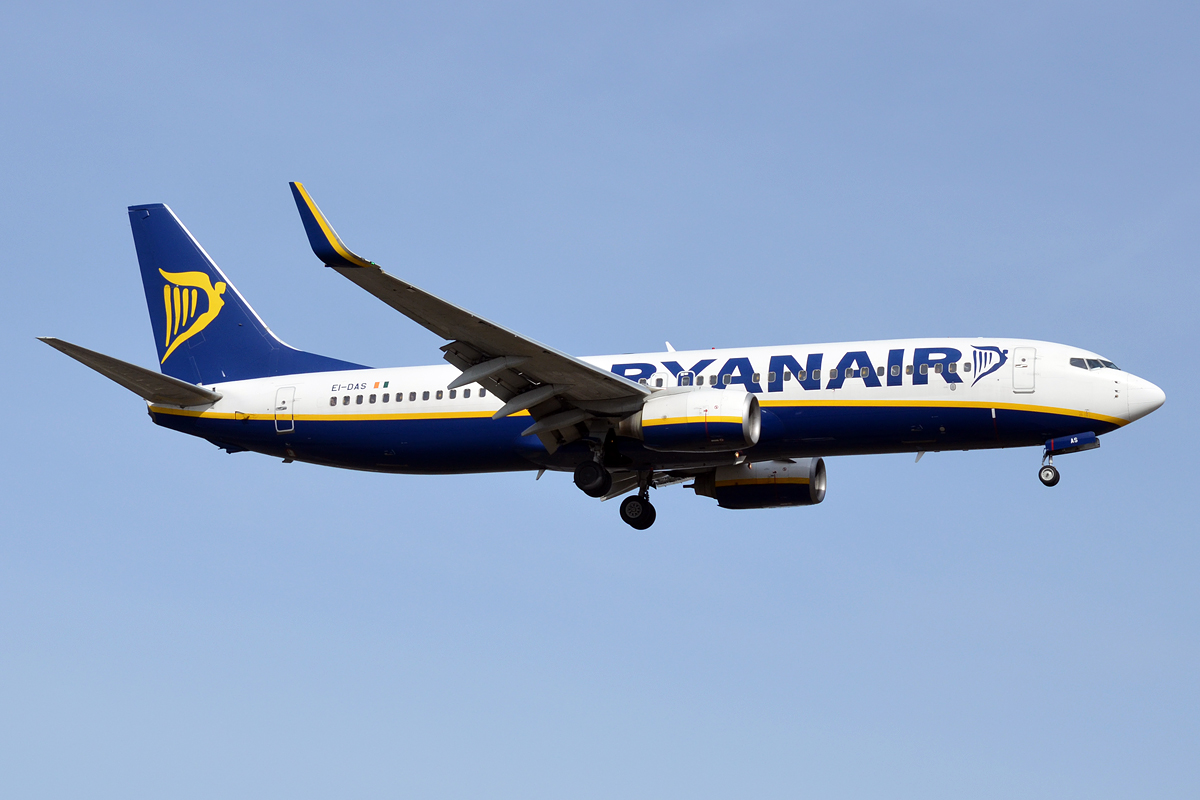
Boeing 737-8AS авіакомпанії «RyanAir»

Становище суттєво змінилося, коли до керівництва компанії в 1995 році став Майкл О'Лірі, який мав досвід роботи радника з 1988 року. Він відкинув стару стратегію сім'ї Райан і повністю сконцентрувався на концепції родоначальника дешевих авіаліній компанії «Southwest Airlines»: «Найнижчі ціни — ніяких додатків». Він також закрив нерентабельні маршрути і обмежив парк літаків тільки одним типом, повністю переозброївши його з BAC 1-11 на Boeing 737.
З 1997 року «Ryanair» розширила свою експансію на континентальну Європу. Компанія експлуатує невеликі провінційні аеропорти — як сателіти великих. Як правило, це колишні нерентабельні аеродроми або колишні військові авіабази країн НАТО.
Найбільша авіакомпанія Європи Ryanair посилює боротьбу з недисциплінованими пасажирами. Так, представники компанії заявили 8 січня 2025 року, що подали позов до суду на пасажира на суму понад 15 000 євро після того, як рейс із Дубліна до іспанського острова Лансароте був змушений змінити напрямок до Порту (Португалія), і був затриманий на ніч. На борту цього рейсу, який було зірвано у квітні 2024 року, перебувало 160 пасажирів. Компанія «Ryanair» заявила, що подала позов до Окружного суду Ірландії, стверджуючи, що поведінка пасажира призвела до збитків у розмірі понад 15 000 євро «за нічліг, витрати на пасажирів і витрати на приземлення», з метою відшкодування цих витрат з пасажира. Також компанія зробила попередження іншим, хто планує літати з лоукостером, що базується в Ірландії, описавши цей крок як частину «серйозної боротьби з неправомірною поведінкою».
|  | Це демонструє лише один із багатьох наслідків, з якими зіткнуться пасажири, що зривають рейси, в рамках політики нульової толерантності Ryanair, і ми сподіваємося, що ця акція стримуватиме подальшу деструктивну поведінку на рейсах, щоб пасажири та екіпаж могли подорожувати в комфортному і шанобливому середовищі, — йдеться в заяві компанії. |

## Флот
| Тип                | В дії | Замовлено | Пасажирів | Пасажирів | Пасажирів | Примітки                                                        |
| Тип                | В дії | Замовлено | C         | Y         | Total     | Примітки                                                        |
| ------------------ | ----- | --------- | --------- | --------- | --------- | --------------------------------------------------------------- |
| Airbus A320-200    | 27    | —         | —         | 180       | 180       | Експлуатуються мальтійською дочірнею авіакомпанією Lauda Europe |
| Boeing 737-700     | 1     | —         | —         | 148       | 148       | Експлуатуються польською дочірнею авіакомпанією «Buzz»          |
| Boeing 737-800     | 410   | —         | —         | 189       | 189       |                                                                 |
| Boeing 737 MAX 200 | 142   | 68        | —         | 197       | 197       | Найбільший оператор даного типу. Поставки до 2025 року          |
| Boeing 737 MAX 10  | —     | 150       | —         | 228       | 228       | Поставки з 2027. Право на замовлення додаткових 150 літаків     |
| Загалом            | 580   | 218       |           |           |           |                                                                 |

## Пункти призначення в Азії

### Ізраїль
- Ейлат
- Тель-Авів

### Йорданія
- Акаба
- Амман

### Ліван
- Бейрут

## Пункти призначення в Європі

Пункти призначення Ryanair

### Австрія
- Зальцбург
- Лінц

### Бельгія
- Брюссель
- Брюссель — Шарлеруа

### Болгарія
- Варна
- Пловдив
- Софія

### Велика Британія
| Бірмінгем         | Единбург      | Лондон-Станстед   |
| Борнмут           | Лідс/Бредфорд | Манчестер         |
| Бристоль          | Ліверпуль     | Ньюкасл-апон-Тайн |
| Деррі             | Лондон-Гатвік | Ноттінгем         |
| Донкастер/Шеффілд | Лондон-Лутон  | Прествік          |

### Данія
- Біллунн
- Ольборг
- Орхус
- Копенгаген

### Естонія
- Таллінн

### Греція
| Александрополіс | Кефалонія | Родес    |
| Волос           | Кос       | Салоніки |
| Корфу           | Патри     | Ханья    |

### Ірландія
- Деррі
- Дублін
- Керрі
- Корк
- Кнок
- Шеннон / Лімерик

### Іспанія
- Аліканте
- Альмерія
- Барселона
- Валенсія
- Вальядолід
- Жирона (Барселона — Жирона)
- Сарагоса
- Ібіца
- Мадрид
- Малага
- Мурсія
- Пальма-де-Мальорка
- Реус (Барселона — Реус)
- Сантандер
- Сантьяґо-де-Компостела
- Севілья
- Херес-де-ла-Фронтера

### Італія
- Альгеро
- Анкона
- Барі
- Бергамо
- Болонья
- Бриндізі
- Верона
- Кальярі
- Кунео
- Ламеція-Терме
- Палермо
- Парма
- Перуджа
- Пескара
- Піза
- Ріміні
- Рим
- Трапані
- Тревізо
- Трієст
- Турин

### Кіпр
- Ларнака
- Пафос

### Латвія
- Рига

### Литва
- Вільнюс
- Каунас

### Люксембург
- Люксембург

### Мальта
- Міжнародний аеропорт Мальти

### Нідерланди
- Ейндховен
- Маастріхт

### Німеччина
- Баден-Баден
- Берлін
- Бремен
- Вєєце (Дюссельдорф — Вєєце)
- Лейпциг
- Любек (Гамбург-Бланкензеє)
- Магдебург
- Меммінген
- Франкфурт —Ган

### Норвегія
- Гауґесун
- Мосс
- Саннефіорд

### Польща
| Бидгощ      | Гданськ  | Лодзь   | Щецин       |
| Варшава-WMI | Катовиці | Познань | Люблін      |
| Вроцлав     | Краків   | Ряшів   | Варшава-WAW |

### Португалія
- Лісабон
- Порту
- Фару

### Румунія
- Констанца

### Сербія
- Ниш

### Словаччина
- Братислава

### Угорщина
- Будапешт

### Україна
- Київ
- Львів
- Одеса
- Харків
- Херсон (з 21.12.2019)

### Фінляндія
- Тампере

### Франція
- Бержерак (Дордонь)
- Безьє (Еро)
- Біарриц
- Бордо
- Брест
- Дінар
- Доль
- Гренобль
- Каркассонн
- Ла-Рошель
- Лілль
- Лімож
- Лурд
- Марсель
- Монпельє
- Нант
- Ніцца
- Нім
- Париж — Париж-Бове
- Перпіньян
- Пуатьє
- Родез
- Сент-Етьєн
- Тулон
- Тур
- Фігарі
- Шалон-ан-Шампань

### Хорватія
- Задар
- Пула
- Рієка

### Чехія
- Брно
- Острава
- Пардубице
- Прага

### Чорногорія
- Подгориця

### Швейцарія
- Базель

### Швеція
- Векше
- Вестерос — Стокгольм-Вестерос
- Гетеборг
- Карлстад
- Мальме
- Стокгольм — Стокгольм-Скавста
- Шеллефтео

## Пункти призначення в Африці

### Канарські острови
- Ґран Канарія
- Лансароте
- Тенерифе
- Фуертевентура

### Марокко
- Агадір
- Марракеш
- Надор
- Танжер
- Уджда
- Фес

## Найбільший авіаперевізник Європи
- У січні 2017 року, в ЗМІ було повідомлено, що Ryanair стала найбільшою європейською авіакомпанією, обігнавши Lufthansa[3] — 117 млн пасажирів проти 110 млн.
- У серпні 2017 року компанія оголосила, що перевезла мільярдного пасажира[13]
- У лютому 2024 року ірландська лоукост-авіакомпанія Ryanair виграла судову справу проти ЄС, оскаржуючи рішення про виділення Єврокомісією 3,4 млрд субсидій компанії «Air France-KLM»[14]

## Ryanair в Україні
У липні 2017 року Ryanair перервав переговори про відкриття маршрутів до Києва та Львова. Компанія звинуватила керівництво міжнародного аеропорту Бориспіль (чинний генеральний директор Павло Рябікін) в підтримці інтересів МАУ на шкоду інтересам пасажирів. Попередня угода, укладена в березні 2017 року і затверджена Міністерством інфраструктури була раптово розірвана керівництвом МА «Бориспіль», незважаючи на клопотання прем'єр-міністра Володимира Гройсмана та міністра інфраструктури Володимира Омеляна. Проти контракту з Ryanair активно виступав мільярдер Ігор Коломойський, який є співвласником МАУ. Коломойський подав до суду на уряд з вимогою не тільки припинити переговори з Ryanair, але і відшкодувати йому збитки, пов'язані з самим фактом таких преговорів. На думку впливового британського тижневика The Economist, контракт з Ryanair є символом відкритості повітряного простору України для міжнародної конкуренції. Відсутність конкуренції дозволяє підтримувати завищені ціни на авіаквитки, що і є, на думку видання, метою керівництва МАУ. У вересні 2017 року Ryanair заявили про скасування понад 20 000 рейсів і понад 400 000 авіаквитків через страйки, звільнення і відпустки пілотів, тому скасування виходу на український ринок, можливо, було першою жертвою внутрішніх проблем авіакомпанії і дало їй можливість продовжити переговори з українською стороною, вимагаючи ще вигідніших для себе умов.
У грудні 2017 року Міністр інфраструктури України Володимир Омелян заявив, що Аеропорт «Бориспіль» продовжує переговори з найбільшим європейським лоукостером Ryanair, і той має вийти на український ринок вже у 2018 році. У листопаді 2017 року  директор УкраїнаІнвест (UkraineInvest) Даніель Білак вже заявляв, що очікує що RyanAir прийде на український ринок у 2018 році. 21 березня 2018 року прем'єр-міністр України Володимир Гройсман оголосив що переговори між «Борисполем» та Ryanair «ефективно завершено» і що договір між ірландським лоукостером Ryanair і аеропортом «Бориспіль» підпишуть до кінця тижня. 23 березня 2018 року авіакомпанія «RyanAir» висловило офіційну заяву про початок польотів в Україні з 31 жовтня 2018 року в Київ (Міжнародний аеропорт Бориспіль) та Львів (Міжнародний аеропорт «Львів»).
Спочатку було оголошено, що Ryanair буде здійснювати рейси з Києва до Братислави, Ґданська, Кракова, Лондона, Познані, Стокгольма, Вільнюса, Варшави, Вроцлава і Бидгоща, а також зі Львова — до Варшави, Дюссельдорфа, Кракова, Лондона, Меммінгена.
У квітні 2018 року стало відомо про те, що перший рейс «Ryanair» в Україну буде здійснено на два місяці раніше ніж передбачалося Відтак перший рейс компанія здійснила 3 вересня 2018 року з Берліна до Києва.
Рейс здійснив літак Boeing 737—800 місткістю до 190 пасажирів, і з Києва він вилетів заповнений на 100 %. Компанія оголосила, що восени запустить (разом із рейсом до Берліна) 12 маршрутів: Барселона, Берлін, Братислава, Бидгощ, Гданськ, Краків, Лондон, Познань, Стокгольм, Вільнюс, Варшава і Вроцлав. Ryanair планує забезпечити 38 тижневих рейсів з/до Києва і перевезти 635 000 пасажирів на рік.
З літа 2020 року компанія планувала запустити 42 рейси з України. Зокрема мова йде про перший рейс з Херсона до Європи (до Кракова), що відкриється 21 грудня й курсуватиме тричі на тиждень.
22 червня 2021 року «Ryanair» відновив рейси з Одеси до Ґданську в Польщі.
У жовтні 2021 року лоукостер «Ryanair» відкрив продаж квитків на прямий рейс Львів — Манчестер, який запустив з 5 листопада 2021 року.
У лютому 2022 році голова компанії Майкл О'Лірі заявив: «Якщо Росія не нападе, ми можемо відкрити в Україні кілька баз протягом наступних 2-3 років», — сказав О'Лірі. Пізніше «Ryanair» зупинив продаж квитків на всі рейси з Харкова та Херсона.
До кінця лютого 2022 року «Ryanair» скасувала рейси з Харкова, пізніше Харків повністю зник з системи бронювання авіаквитків.

## Безпека
Станом на 2019 рік, авіакомпанія Ryanair займала 48-е місце в списку найбільш надійних авіаперевізників світу за версією бюро JACDEC.
Проте, 23 травня 2021 року, в Національному аеропорту Мінськ було здійснено незаплановану посадку літака рейсу FR4978 польської компанії RyanairSun (дочірньої компанії Ryanair), який прямував за маршрутом (Афіни — Вільнюс). Посадка була зумовлена тим, що на борт літака надійшло повідомлення про мінування, яке виявилося хибним. Для супроводу та посадки літака, за дорученням самопроголошеного президента Білорусі О. Лукашенка, в небо піднімався винищувач Міг-29. Після посадки літака компанії RyanairSun в Мінську, білоруські силовики випхали з літака, затримали та заарештували колишнього редактора телеграм-каналу NEXTA Романа Протасевича, який перебував на борту літака та якому у Білорусі може загрожувати смертна кара.